# Landgoed

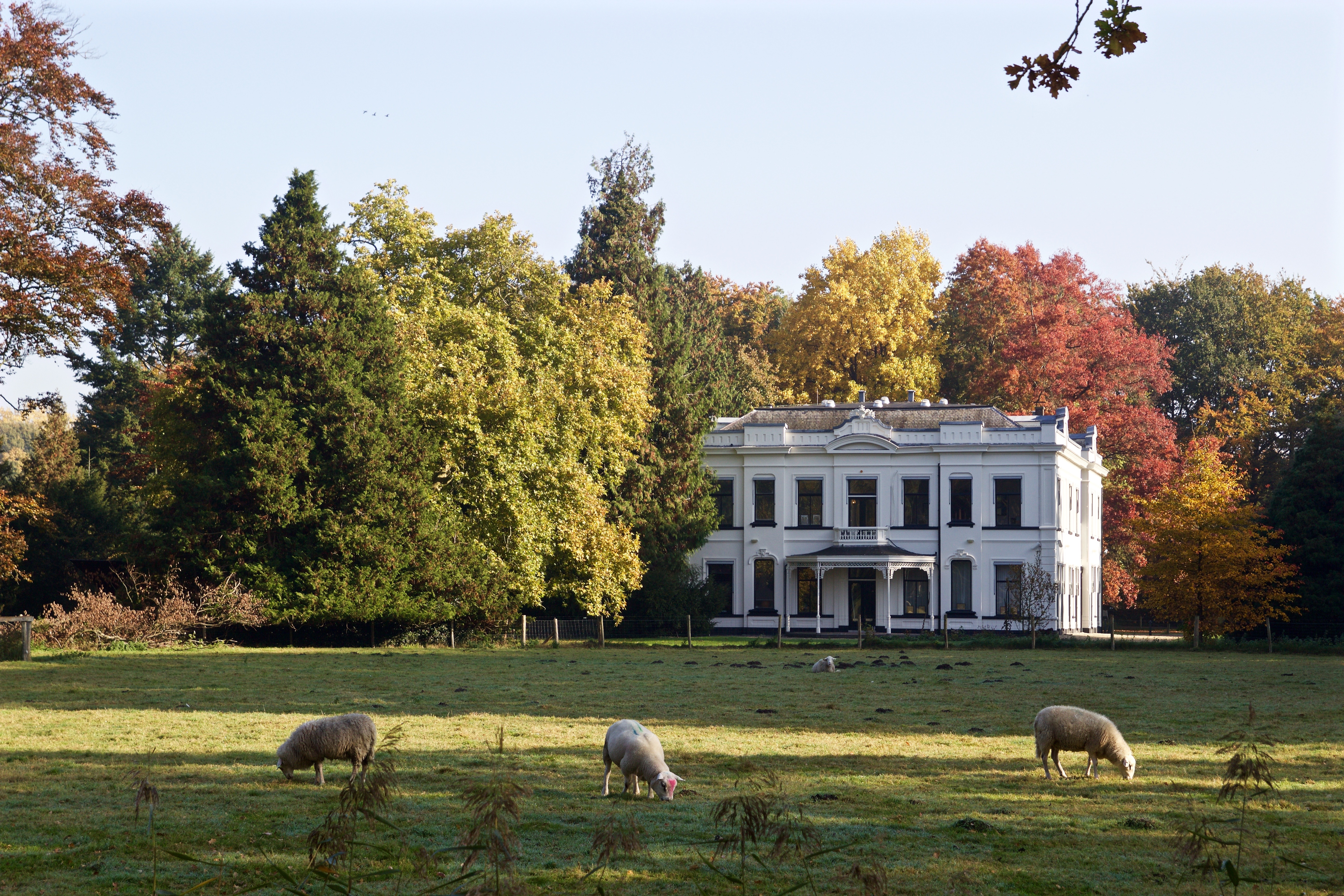
Landgoed Schothorst, Amersfoort

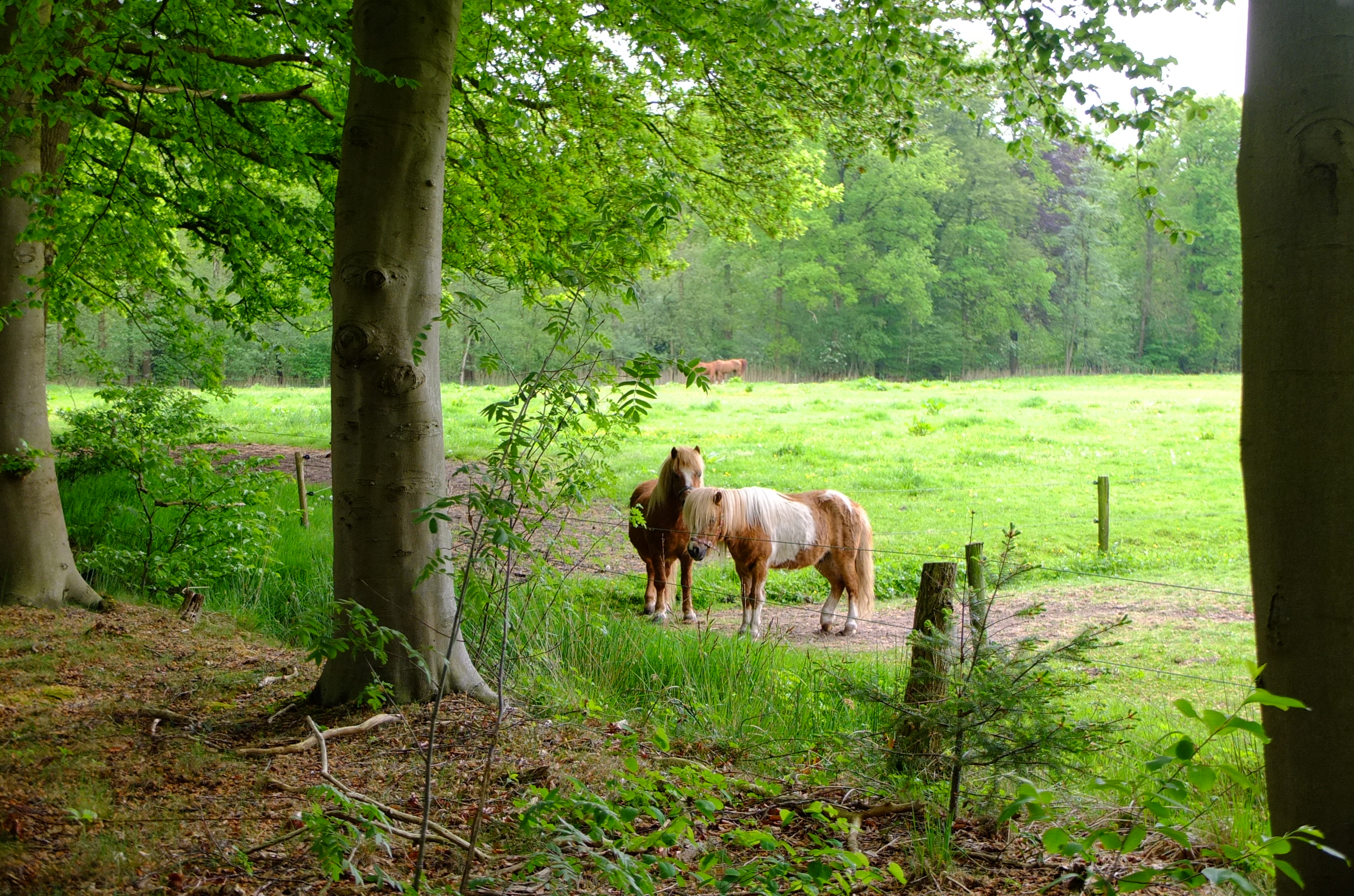
Landgoed Luchtenburg bij Ulvenhout

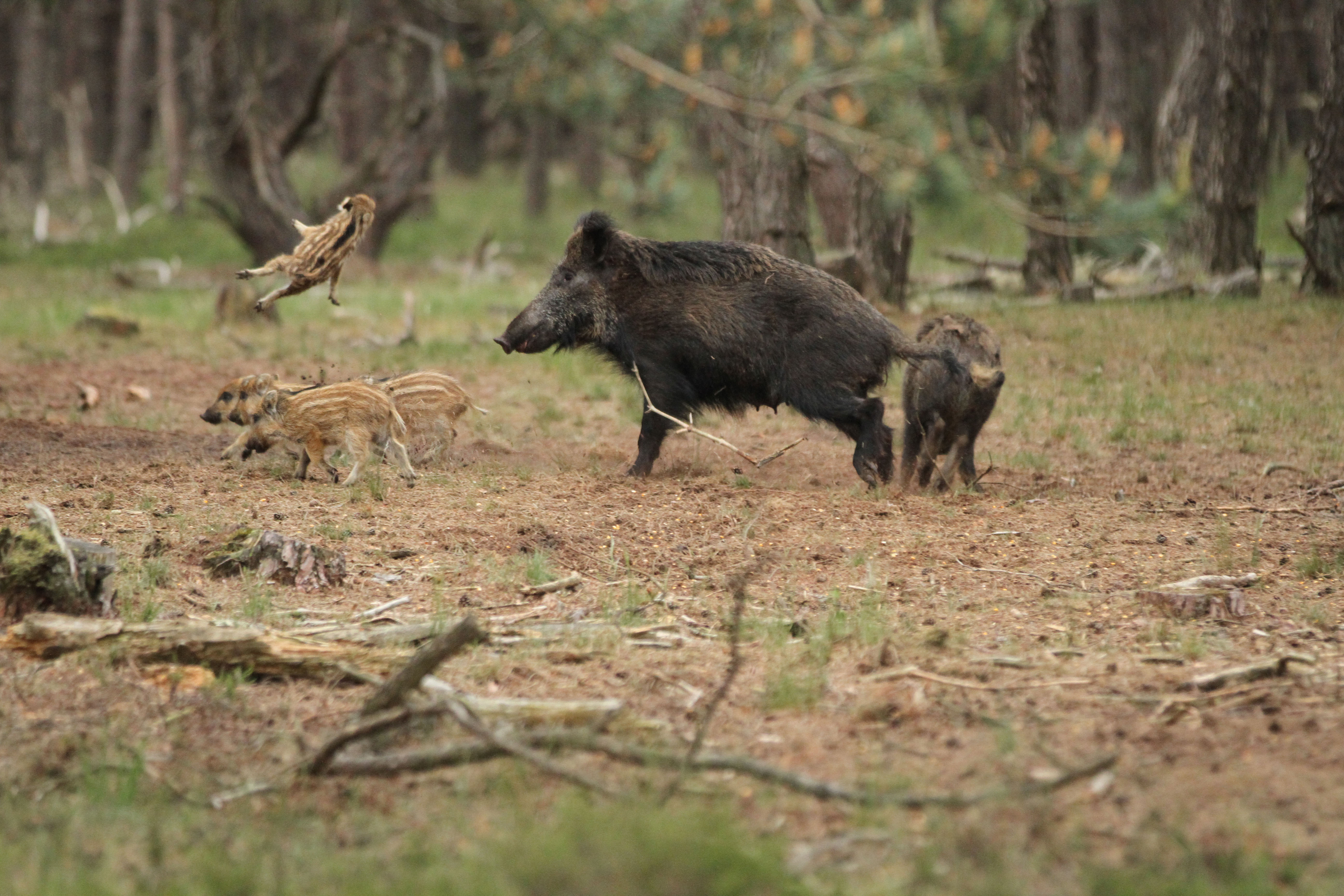
Landgoed De Hoge Veluwe

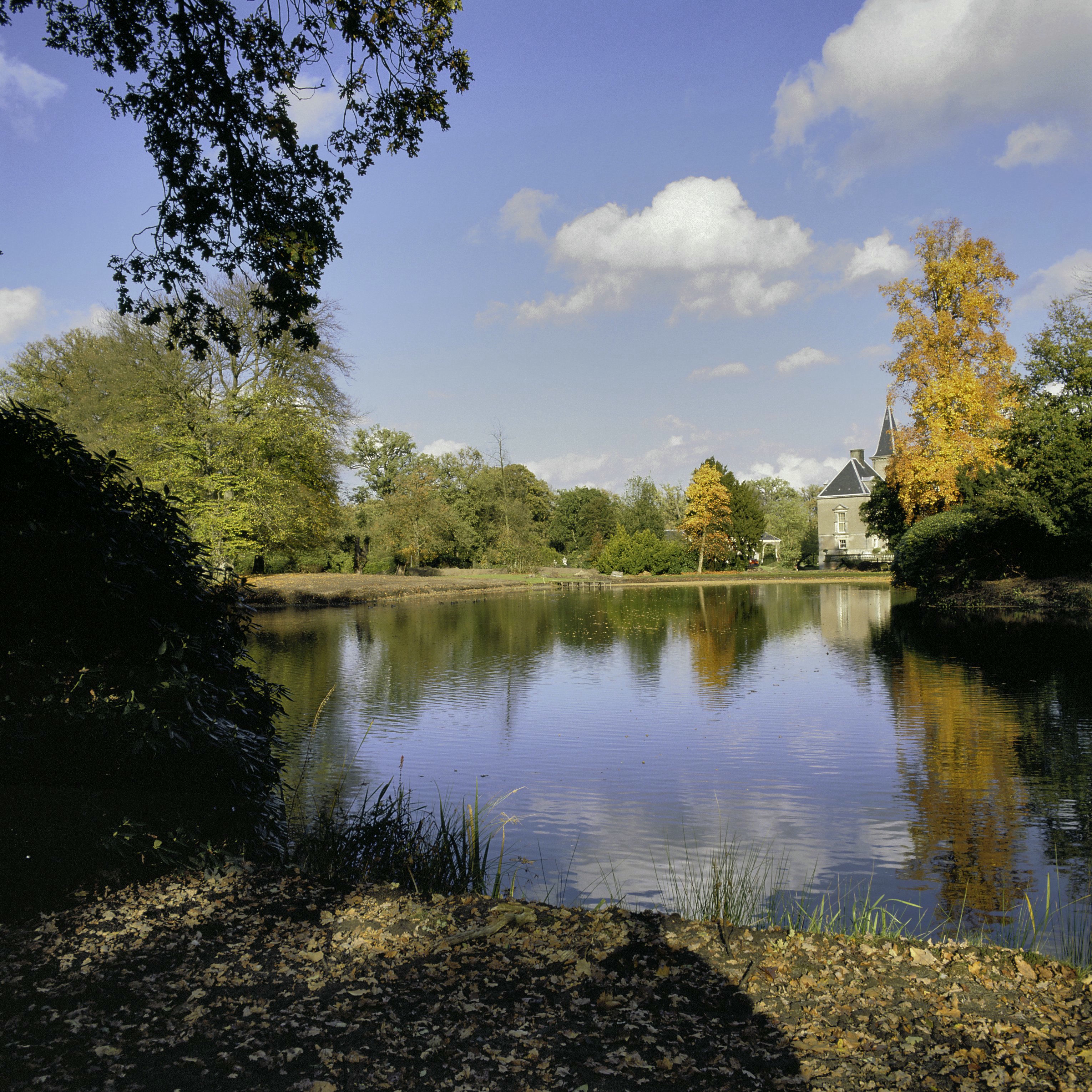
Parkvijver landgoed Twickel

Een landgoed is een groot stuk grond van meerdere hectares met landerijen, bossen en tuinen. Op een landgoed kunnen zich gebouwen bevinden zoals een buitenplaats, landhuis, kasteel, grote boerderij of kerk. Activiteiten als bosbouw, landbouw en recreatie kunnen een inkomstenbron voor de eigenaar vormen.

## Situatie in Nederland
Volgens het Nederlands recht vallen landgoederen onder de Natuurschoonwet. De Rijksdienst voor Ondernemend Nederland (RVO) publiceert een lijst met alle in het kader van deze wet voor het publiek opengestelde landgoederen per provincie. De lijst bevatte in 2015 ruim 2700 objecten.

### Bezit en beheer
Landgoederen waren van oudsher bezit van de adel en gegoede burgers. Veel Nederlandse landgoederen die eeuwenlang in particuliere handen waren zijn thans in bezit of erfpacht van natuurbeheerorganisaties als de Vereniging Natuurmonumenten en de Provinciale Landschappen. Ook Staatsbosbeheer exploiteert (voormalige) landgoederen.

### Nieuwe landgoederen
Sinds circa 2010 stimuleert de Nederlandse overheid de vestiging van nieuwe landgoederen, onder andere door gunstige belastingmaatregelen. Elke provincie stelt zijn eigen eisen, onder meer aan de minimum grootte. De meeste provincies hanteren een ondergrens van 5 hectare, Noord-Brabant, Utrecht en Friesland hebben een grens van minimaal 10 hectare. In Groningen wordt een minimum van 25 ha aangehouden. Een andere eis die gesteld wordt is het (deels) openbaar toegankelijk zijn.